# Эйдриан (город, Миннесота)
Эйдриан (англ. Adrian) — город в округе Ноблс, штат Миннесота, США. На площади 2,9 км² (2,9 км² — суша, водоёмов нет), согласно переписи 2002 года, проживают 1234 человека. Плотность населения составляет 429,2 чел./км². 
- Телефонный код города — 507
- Почтовый индекс — 56110
- FIPS-код города — 27-00262[1]
- GNIS-идентификатор — 0639217[2]